# アメリカ合衆国によるニカラグア占領
アメリカ合衆国によるニカラグア占領（アメリカがっしゅうこくによるニカラグアせんりょう）は、1898年から1934年にアメリカ軍がラテンアメリカ諸国に侵攻したバナナ戦争において開始され、1912年から1933年まで占領が続いたアメリカ合衆国によるニカラグアへの軍事介入である。中米地域でのアメリカ合衆国の影響力を確立させるために行われた。1916年にはブライアン・チャモロ条約により、ニカラグアはアメリカ合衆国の保護国の地位となったが、世界恐慌ののちに、アメリカ合衆国大統領ハーバート・フーヴァーがニカラグアへの介入を終了させた。

## 背景
米英戦争終結後、アメリカ合衆国はカリブ・中米地域での進出をもくろんだ。アメリカ合衆国はモンロー主義を掲げてヨーロッパ諸国と南北アメリカの相互不干渉を主張することで、ラテンアメリカ地域におけるヨーロッパ列強国の影響力を排除し、アメリカ合衆国の独占的な支配を確立させようとした。
欧米諸国にとって中米地峡は海上陸上ともに交通の要所であり、大西洋側と太平洋側を結ぶ運河建設の候補地がニカラグアであった。
1898年の米西戦争で、中米地域に影響力を残していたかつての宗主国スペインとの戦争に勝利したアメリカ合衆国は、中米地域への進出を本格的に始動させ、各地に軍隊を派遣・駐留させた。ニカラグアではこうしたアメリカ合衆国の覇権主義的な進出に対して反米ナショナリズムが高まった。やがてアメリカ合衆国は反米的な姿勢をとるニカラグアでの運河建設を諦め、パナマの運河建設権を得ることとなった。一方、時のニカラグア大統領であったホセ・サントス・セラヤは、自国の手による独自の運河建設計画を目指した。また、セラヤは小国のニカラグアが、強大なアメリカ合衆国に対抗できるよう、隣国のホンジュラスやエルサルバドルに介入を行い、中米地域を自らの支配下に置く構想を打ち立てた。中米カリブ地域での権益を重視するアメリカ合衆国はこれを嫌い、セラヤ政権に介入することとなる。

## セラヤ政権の転覆

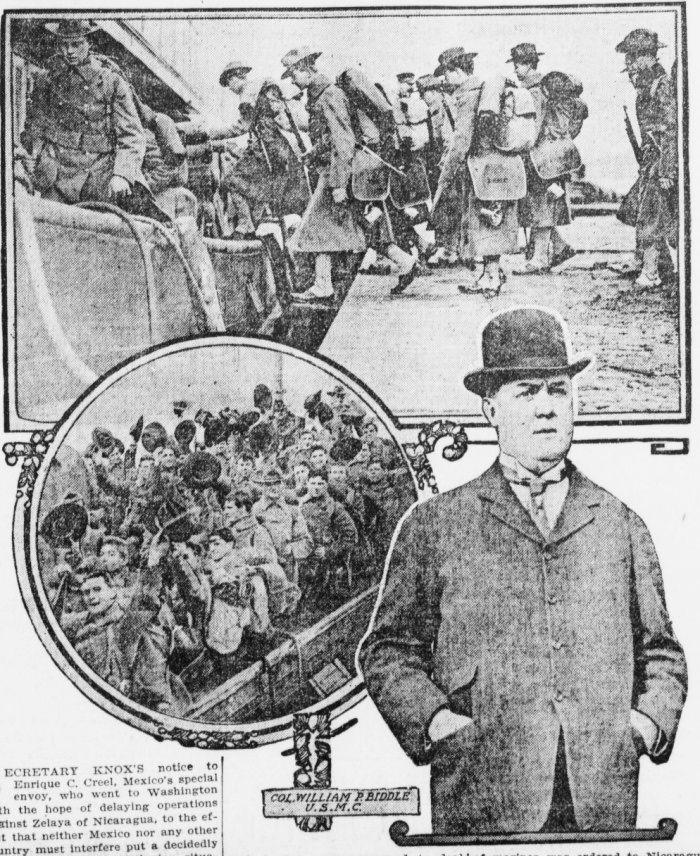
1909年、ニカラグア派遣のためにニューヨークを出発するアメリカ海兵隊員。右はウィリアム・P・ビドル大佐。

1909年12月、自由党のセラヤと対立していた、ニカラグア東部ブルーフィールズのフアン・ホセ・エストラーダ率いる保守党は、政権打倒を目指して反乱を起こした。この際、反乱に加担し地雷の敷設に参加したとして2人のアメリカ人が捕らえられた。セラヤが2人の処刑を命じたことで、アメリカ合衆国は全面戦争の構えを見せた。
このときブルーフィールズの港にはアメリカ海軍の防護巡洋艦デモイン、タコマ、給炭艦ハンニバルが停泊していた。大西洋ではプレーリーがパナマのコロンに向かっていた。12月12日には、280人の水兵を乗せたアルバニーと155人の水兵を乗せた砲艦ヨークタウンがニカラグアのコリントに到着して砲艦ヴィックスバーグに加わった。
事態を重く見ていたメキシコが調停を申し出て、セラヤに対して引導を渡した。これを受けてセラヤは12月14日に辞任し、後任に彼が指名したホセ・マドリスが議会の全会一致で選出された。アメリカ合衆国国務長官だったフィランダー・C・ノックスはこのとき、ニカラグア政府がアメリカ国民に対して行われた「過ちに対して賠償する用意のある責任ある政府」であることが示されるまで、二国間の関係は変わることはないと忠告した。セラヤは同年末にメキシコに亡命し、アメリカ合衆国はついにセラヤを失脚させることに成功した。
ウィリアム・ワート・キンボール提督が率いるニカラグア遠征隊の旗艦であったアルバニーは、その後5か月をニカラグア西海岸のコリントで過ごし、ニカラグアの反乱には中立の立場でいたが、アメリカ合衆国国内のメディアではマドリス政権に「友好的」であるとしばしば批判された。1910年3月までにはエストラーダの反乱軍はマドリスによって崩され、アメリカ合衆国のニカラグア遠征隊は周辺海域から撤退した。1910年5月27日、アメリカ海兵隊のスメドリー・バトラー少佐が、ブルーフィールズの治安維持を目的に250人の海兵隊とともにニカラグアに上陸した。セラヤの後継のマドリスはニカラグア東部の反乱が再び激化したことで、最終的に辞任に追い込まれた。同年8月30日には、フアン・ホセ・エストラーダがアメリカ合衆国の承認を得てニカラグアの大統領に就任した。

## メナの反乱とアメリカ合衆国の軍事介入
新たに樹立した保守派のエストラーダ政権はアメリカ合衆国によるドル外交を許した。アメリカ合衆国の目的は、ヨーロッパ諸国の金融力を弱め中米地域での彼らの地峡運河建設を妨害することでアメリカ合衆国の利益を保護すること、またニカラグアの天然資源開発に対するアメリカ合衆国の民間投資を保護することだった。この政策でアメリカ合衆国の銀行はニカラグア政府に資金を貸し付けることで、財政や金融といった中核機関を支配した。
自由党と保守党は国内で対立を続けており、アメリカ合衆国による融資すら危うくなるところまで状況は悪化した。陸軍大臣だったルイス・メナがエストラーダ大統領に辞任を迫ったことで政権が交代し、後任には副大統領を務めていたアドルフォ・ディアスが就任した。エストラーダと同じく保守派だったディアスは比較的アメリカ合衆国と繋がりを持っていたため、ナショナリズムが高揚するニカラグア国内での人気は徐々に落ちていった。「国をニューヨークの銀行家に売り渡した」と非難する見方が広まり、メナはディアスを批判することで議会の支持を得た。1912年の半ば、メナは議会に自身を次期大統領に指名させたが、アメリカ合衆国がこれを認めなかったため、やがてメナの反対運動は反乱へと繋がった。マサヤを拠点としていたセラヤ派のベンハミン・セレドンは、すぐさまメナを支援した。
ディアスは反乱を抑えるためにアメリカ合衆国に頼らざるを得ず、ウィリアム・タフト大統領に軍事介入を要請した。その結果、アメリカ軍のその後10年以上に渡るニカラグア駐留を許すこととなった。1912年8月、メナはアメリカ合衆国が権益を持っていた鉄道会社の蒸気船をマナグア湖とニカラグア湖で拿捕し、首都マナグアにも砲撃を浴びせた。米国公使であったジョージ・ウェッツェル（George Wetzel） は、公使館を保護するために軍隊の派遣を合衆国政府に要請した。

## 1912年の占領

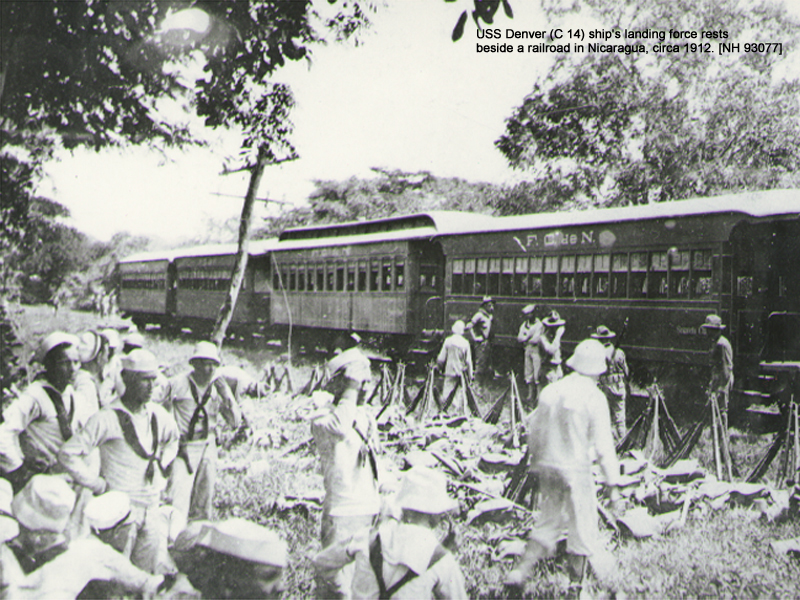
アレン・B・リード中尉率いる上陸部隊がコリントの鉄道の線路脇で休憩をとっている。(1912年)

1912年8月4日、ニカラグア政府からの要請を受けて、首都マナグアに100名の上陸部隊が派遣され、アメリカ人の保護と公使館の警備に当たった。ニカラグア東海岸では8月6日に北大西洋艦隊の防護巡洋艦タコマがブルーフィールズに到着し、50人の隊員を上陸させた。8月15日にはアメリカ公使館の警備を強化するため、ジャスティンがパナマ運河地帯から北上し、350人のアメリカ海兵隊の部隊をマナグアに配置させた。防護巡洋艦デンバーをはじめとする太平洋艦隊の7隻はウィリアム・ヘンリー・ハドソン・サザーランド海軍少将が率い、ニカラグア西海岸のコリントに到着した。同年8月29日、デンバーから120人の上陸部隊がアレン・B・リード中尉の指揮のもとコリントに上陸し、グラナダに向かう鉄道の警備に当たった。8月30日から9月6日には、ニカラグア地峡の南端に位置するサン・フアン・デル・スールに将校と24名の兵士が上陸した。9月22日の朝、スメドリー・バトラー少佐が率いる海兵隊2個大隊と砲兵隊がグラナダに入り、ジョセフ・ヘンリー・ペンドルトン大佐の増援にまわった。
反乱を起こしていたメナは700人の部隊とともに降伏し、パナマに送還された。9月27日から10月1日にかけてニカラグア政府軍は、マサヤの鉄道を見下ろすことができる丘バランカとコヨテペを攻撃した。バランカには、メナの反乱を支持し彼の降伏後には反乱政府側の指導者となったセレドンが彼の部下とともにいた。翌2日、政府軍はセレドンに降伏通告を提示したが、セレドンはこれを拒否した。ニカラグア政府軍が自力で丘を奪取するのは難しいと考えたサザーランド少将は、アメリカ海兵隊に丘の奪取を用意させた。10月3日には、グレナダを攻略したバトラー少佐たちが丘に終日攻撃を加え、4日未明にコヨテペに移動。わずか37分でコヨテペの丘を制圧し、反乱軍の火器を奪って、セレドンの部隊に攻撃を加えた。セレドンはこの際にニカラグア政府軍と海兵隊に捕らえられて処刑された。
マサヤを攻略したサザーランドは反乱軍の最後の拠点として残っていたレオンの占領を命じ、同月6日にはチャールズ・G・ロング中佐がレオンを陥落させ、占領した。
10月23日、サザーランドは11月に行われる予定の選挙の際を除いて上陸部隊の大半を撤退させる意向を発表した。この時点で国内の争乱は終息をみせ、ピーク時には2300人を超える人数がいたアメリカ海兵隊などの部隊はほとんど撤退した。首都マナグアには100名の海兵隊員が残され、アメリカ合衆国公使館の警備にあたった。ディアスの後任には同じく保守党だったエミリアーノ・チャモロが就任した。介入後もニカラグア国内に留まった海兵隊たちは、時折地元住民と衝突した。1921年、海兵隊の一団がマナグアの新聞社を襲撃する事件が発生した。同年末には海兵隊の一等兵の一人がニカラグアの警察官を射殺する事件もあった。

## ブライアン・チャモロ条約
1914年8月5日、アメリカ合衆国国務長官ウィリアム・ジェニングス・ブライアンとエミリアーノ・チャモロとの間で、ブライアン・チャモロ条約が署名された。条約は1916年6月19日に正式に批准された。ニカラグアの保守政権はニカラグア国内の運河建設を放棄し、さらに治安維持を名目とする国内でのアメリカ海軍の駐留を認めた。またアメリカはカリブ海にあるニカラグアの東海岸沖にあるコーン諸島のアメリカ海軍の使用目的で、島の99年間の租借権を獲得した。これにより、ニカラグアは事実上のアメリカ合衆国の保護国となった。条約の批准により、セラヤ派の反米ナショナリズムはますます高揚し、民衆運動は激化した。

## 1927年の占領

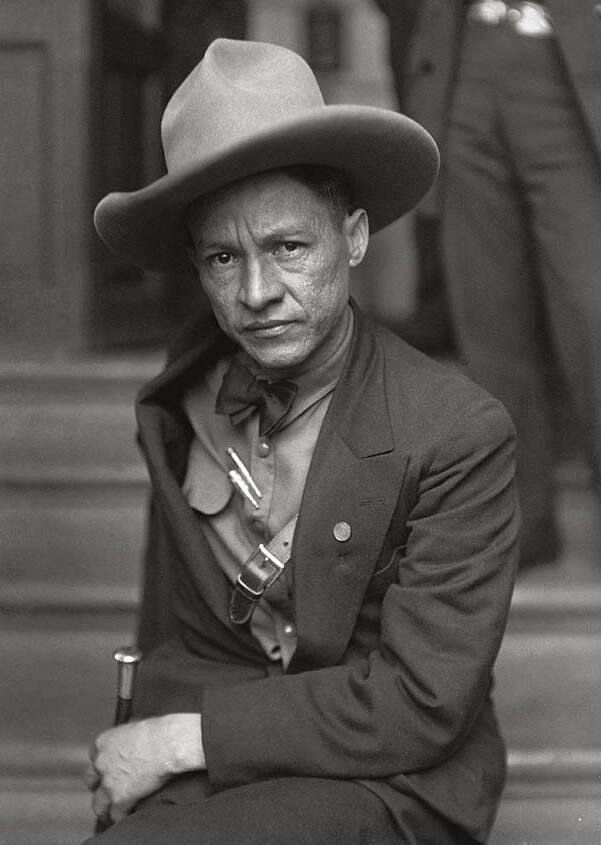
ニカラグア国民主権防衛軍を率いてアメリカ軍にゲリラ戦で対抗したアウグスト・セサル・サンディーノ。

1926年5月2日、自由党のホセ・マリア・モンカーダらが保守党政権に対して内戦を始め、8月までにブルーフィールズやプエルト・カベサスを占領した。
同年11月に保守党の事実上の大統領を務めていたエミリアーノ・チャモロが辞任した後、ニカラグア議会は同じく保守党のアドルフォ・ディアスを大統領に選出し、ディアスはアメリカ合衆国のカルビン・クーリッジ大統領に介入を要請した。1927年1月24日、400人の海兵隊がニカラグアに到着した。ニカラグア政府軍はチナンデガで敗れ、ムイムイでも敗れたため、アメリカ海兵隊がコリントに上陸し、マナグアのラロマ要塞（La Loma Fort）を占領した。3月までにはアメリカ合衆国はニカラグアに2000人の軍隊をローガン・フェランド将軍の指揮のもとで展開していた。5月に民間の交渉のためにアメリカ合衆国から派遣されたヘンリー・スティムソンが交渉をかけ、両軍の武装解除とディアスの内閣参加、中立の立場にある警察隊を編成してアメリカの指揮下に置くこと、翌年の1928年にアメリカ監督下で選挙を実施することを要求したが、自由党側でニカラグア国民主権防衛軍を結成したアウグスト・セサル・サンディーノはこれを拒否した。サンディーノはヌエバ・セゴビアの山中に拠点を置き、ニカラグアに駐留していたアメリカ軍をゲリラ戦に引きずり込んで攻撃し、アメリカ軍の撤退を求めた。この抗戦はサンディーノ戦争とも呼ばれる。7月にはサンディーノの部隊がオコタルに駐留したアメリカ海兵隊とニカラグア軍を襲撃したオコタルの戦いが起こった。1928年11月4日、アメリカ合衆国の監督下で大統領選挙が行われ、自由党のホセ・マリア・モンカーダが当選した。その後もサンディーノのゲリラ部隊は拡大し、1930年までには5000人を超える人員を抱えていた。
1929年から1933年にかけてアメリカ合衆国から始まった世界恐慌は、アメリカ合衆国の対外積極策を変更させる1つの要因となった。ハーバート・フーヴァー大統領はニカラグア内のアメリカ軍部隊の撤退を開始させた。1932年12月26日に起こったエル・ソースの戦いが、アメリカ合衆国によるニカラグア占領の中で最後の主要な戦いとなった。

## 占領終了後
新たにアメリカ合衆国大統領となったフランクリン・ルーズベルトは善隣政策を唱え、ラテンアメリカ地域への内政干渉を行わない姿勢をとった。しかしその目的は、1937年に発足した親米保守派で独裁体制を敷いたアナスタシオ・ソモサ・ガルシア政権を介する間接的な統治に移行することだった。ソモサはアメリカ合衆国の内諾を得て1934年にサンディーノを暗殺した。
サンディーノによる抵抗運動は彼の死後にも影響を与えた。1962年に発足したサンディニスタ民族解放戦線(FSLN)は彼にちなんでいる。FSLNはサンディニスタ革命を起こし、独裁体制を敷いたソモサ一族を倒した。
1970年7月14日、ニカラグア大統領アナスタシオ・ソモサ・デバイレは、アメリカ合衆国大統領リチャード・ニクソンとの間でマナグア条約による協定を締結し、ブライアン・チャモロ条約を正式に廃止した。アメリカ海軍の撤退と共に1971年4月25日にアメリカはブライアン・チャモロ条約で、租借地として領有していたコーン諸島をニカラグアへ返還した。